# برایان فارمر
برایان فارمر (انگلیسی: Brian Farmer; ۲۹ ژوئیهٔ ۱۹۳۳ – ۱ ژوئن ۲۰۱۴) بازیکن فوتبال اهل بریتانیا بود.
از باشگاه‌هایی که در آن بازی کرده‌است می‌توان به باشگاه فوتبال بیرمنگام سیتی و باشگاه فوتبال ای‌اف‌سی بورنموث اشاره کرد.